# Штефенсхаген
Штефенсхаген (њем. Steffenshagen) општина је у њемачкој савезној држави Мекленбург-Западна Померанија. Једно је од 59 општинских средишта округа Бад Доберан. Према процјени из 2010. у општини је живјело 476 становника. Посједује регионалну шифру (AGS) 13051074.

## Географски и демографски подаци
Штефенсхаген се налази у савезној држави Мекленбург-Западна Померанија у округу Бад Доберан. Општина се налази на надморској висини од 56 метара. Површина општине износи 9,3 km². У самом мјесту је, према процјени из 2010. године, живјело 476 становника. Просјечна густина становништва износи 51 становника/km².